# Veltheim (Winterthur)
Veltheim är ett stadsdelsområde (Stadtkreis) i kommunen Winterthur i kantonen Zürich, Schweiz. 
Veltheim består av stadsdelarna Rosenberg och Blumenau.